# 가미토조촌
가미토조촌(中東条村)은 효고현 가토군에 있던 촌이다. 현재의 가토시에 해당한다.